# Кутузова, Виктория Валерьевна
Виктория Валерьевна Кутузова (укр. Вікторія Кутузова, род. 19 августа 1988, Одесса) — украинская теннисистка.
28 ноября 2005 года Кутузова стала 76-й ракеткой мира, этот рейтинг стал для неё самым высоким в карьере.

## Карьера
Кутузова известна высокими результатами, которые она показала в 14 лет. На турнире 2-й категории, проходившем в Лос-Анджелесе, она смогла победить Лину Красноруцкую (входившую в ТОП-50) и Александру Стивенсон (входившую в ТОП-30). В следующем матче Ай Сугияма (на тот момент 12-я ракетка мира) обыграла Кутузову.
В 2005 году на турнире 1-й категории Кутузова смогла дойти до четвёртого круга, в котором она проиграла первой ракетке мира, Линдсей Давенпорт. Кутузова также попала во второй круг на 3 турнирах Большого шлема из четырёх.
Кутузова вышла в финал Открытого чемпионата Австралии по теннису среди юниоров в 2003 году. В нём она уступила Барборе Стрыцовой.
Кутузова достигла успехов на турнирах ITF. Так, она выиграла четыре турнира во Франции:
- Кань-сюр-Мер, 2008 году
- Пуатье, 2005 год
- Довиль, 2005 и 2006 годы

В 2009 году Кутузова вышла в финал турнира ITF, но проиграла Каролине Шпрем.
Игре Кутузовой мешали проблемы с плечами, это замедлило её прогресс.
Кутузова вернулась на корт после годичного перерыва. Она использовала специальное право принять участие в турнире 2011 Sparta Prague Open, но проиграла Катажине Питер в первом раунде. С помощью своего «замороженного» рейтинга она также участвовала в Ролан Гаррос, но также проиграла в первом раунде (на этот раз Шанель Шиперс).

## Участия в финалах турниров

### Одиночный разряд: 8 раз (6–2)
| Уровень турнира |
| $ 100 000       |
| $ 75 000        |
| $ 50 000        |
| $ 25 000        |
| $ 10 000        |

| Результат    | № | Дата              | Место проведения турнира | Тип корта | Соперник в финале  | Результат по сетам        |
| Второе место | 1 | 24 июля 2005 г.   | Петанж, Люксембург       | Грунтовый | Виктория Азаренко  | 4–6, 2–6                  |
| Победа       | 2 | 20 ноября 2005 г. | Довиль, Франция          | Грунтовый | Цветана Пиронкова  | 6–4, 7–6 (тай-брейк: 7–2) |
| Победа       | 3 | 27 ноября 2005 г. | Пуатье, Франция          | Хард      | Марет Ани          | 6–3, 3–6, 6–4             |
| Победа       | 4 | 19 ноября 2006 г. | Довиль, Франция          | Грунтовый | Альберта Брианти   | 6–1, 6–2                  |
| Победа       | 5 | 4 мая 2008 г.     | Кань-сюр-Мер, Франция    | Грунтовый | Марет Ани          | 6–1, 7–5                  |
| Второе место | 6 | 12 апреля 2009 г. | Торхаут, Бельгия         | Хард      | Каролина Шпрем     | 1–6, 4–6                  |
| Победа       | 7 | 22 августа 2011   | Бухарест, Румыния        | Грунтовый | Лаура-Иоана Андреи | 6–2, 7–5                  |
| Победа       | 8 | 5 декабря 2011    | Анталия, Турция          | Грунтовый | Патрича Мария Циг  | 3–6, 6–1, 6–1             |

### Парный разряд: 1 раз (0–1)
| Результат    | №  | Дата           | Место проведения турнира | Тип корта | Партнёр          | Соперники в финале        | Результат по сетам |
| Второе место | 1. | 9 июня 2008 г. | Марсель, Франция         | Грунтовый | Анна Лапущенкова | Агнеш Сатмари, Орели Веди | 4–6, 3–6           |

## Выступления на турнирах Большого шлема

### Одиночный разряд
| Турнир                       | 2005 | 2006 | 2007 | 2008 | 2009 | 2010 | 2011 | W-L   |
| ---------------------------- | ---- | ---- | ---- | ---- | ---- | ---- | ---- | ----- |
| Открытый чемпионат Австралии |      | 1R   | Q1   |      | 1R   | 1R   |      | 3-4   |
| Открытый чемпионат Франции   |      | 2R   | Q2   | Q1   | 2R   |      | 1R   | 3-5   |
| Уимблдон                     | Q3   | 2R   | 1R   | 1R   | 1R   |      |      | 9-4   |
| Открытый чемпионат США       | 1R   | 2R   | Q3   |      | 1R   |      |      | 6-4   |
| Количество побед и поражений | 5-2  | 3-3  | 3-4  | 3-2  | 7-4  | 0-1  | 0-1  | 21-17 |

Условные обозначения:
Q1 — первый раунд квалификации,
Q2 — второй раунд квалификации,
Q3 — третий раунд квалификации,
1R — первый круг
2R — второй круг